# Otto Harrassowitz

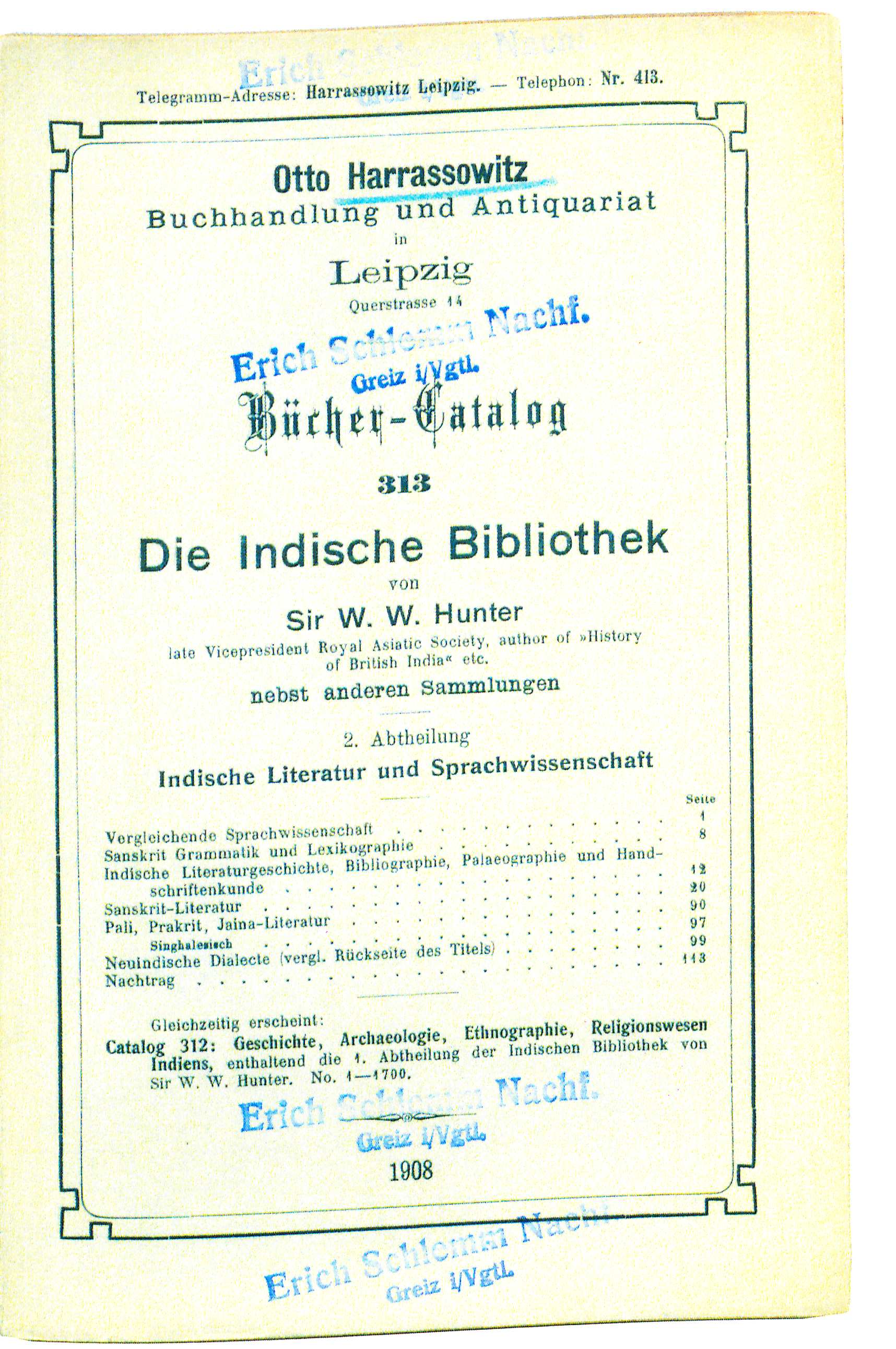
Katalog 313: Die indische Bibliothek von William Wilson Hunter (1908)

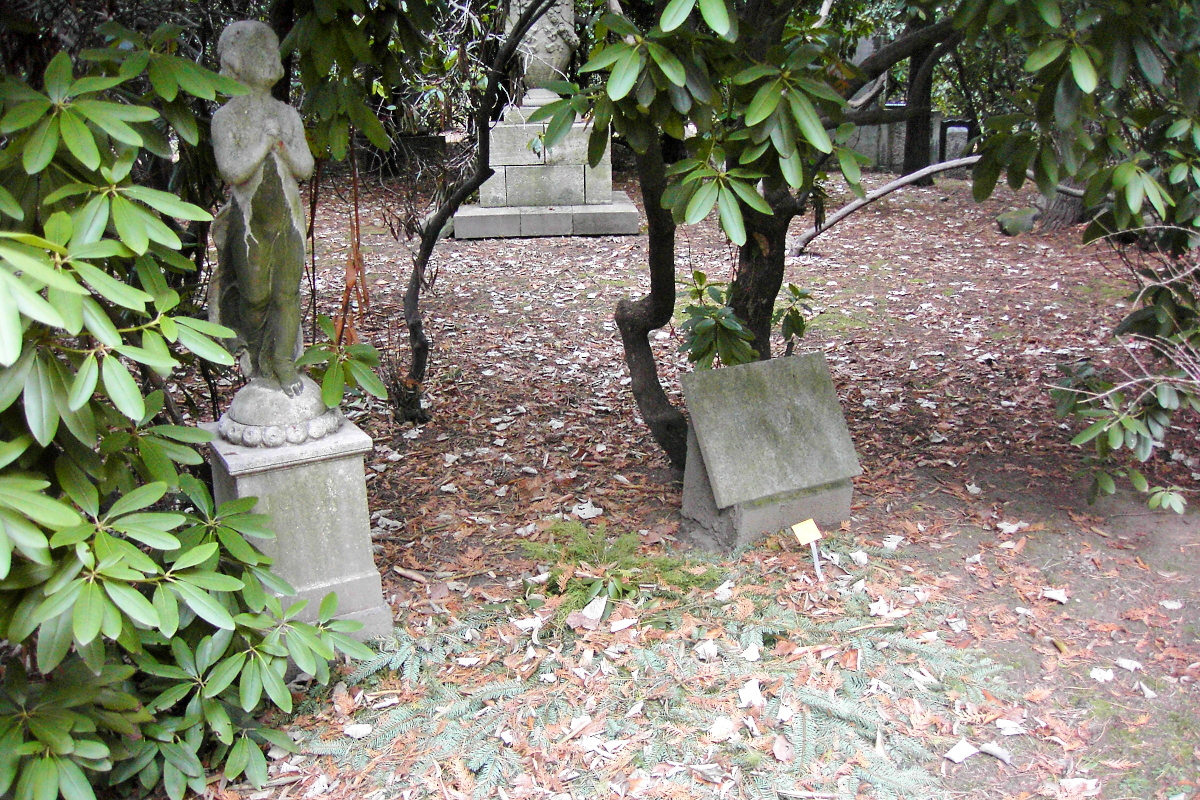
Mormântul lui Otto Harrassowitz, Leipzig Südfriedhof

Otto Wilhelm Harrassowitz (n. 18 decembrie 1845, La Guayara, Venezuela – d. 24 iunie 1920, Gaschwitz, Saxonia) a fost un anticar, editor și autor german. El a fondat editura Harrassowitz Verlag care funcționează și astăzi.

## Biografie
Viitor consilier de stat al Regatului Saxoniei, Harrassowitz a venit în Germania la vârsta de 10 ani. În 1864 și-a început ucenicia de librar la anticariatul lui K. F. Koehler din Leipzig, iar, după sfârșitul celor patru ani de ucenicie, a lucrat trei ani ca ajutor de librar în cadrul companiei. A urmat un sejur în străinătate, la compania lui Frederic Muller din Amsterdam.
În 1872, el a fondat, împreună cu Oscar Richter, editura-librărie Richter & Harrassowitz. După ieșirea din companie a lui Richter în anul 1875, el a rămas singurul proprietar. Începând din 1882 Harrassowitz și-a concentrat afacerile comerciale pe științele umaniste. În 1894, el a cumpărat anticariatul lui K. F. Koehler. În plus, Harrassowitz a fondat în 1884 Zentralblatt für Bibliothekswesen. Editura s-a dezvoltat ca un anticariat special, care a câștigat o reputație mondială prin cele aproape 500 de cataloage de cărți. Otto Harrassowitz a murit în anul 1920 și a fost înmormântat în cimitirul Leipzig Südfriedhof.